# Giuseppe Colla
Giuseppe Colla (Parma, 4 d'agost de 1731 - idm. 16 de març de 1806) fou un compositor i músic italià.
Va néixer en el si d'una família musical: el seu germà Francesco era violinista i el seu germà Giacomo baix. Giuseppe es va perfeccionar a Bolonya, amb el Pare Martini i va entrar a l'Acadèmia Filharmònica d'aquesta ciutat en 1758.
La seva primera composició en el camp de l'òpera està datada el 1760, quan Colla estava a Alemanya. A continuació, se cita com l'autor d'algunes àries de l'òpera Caio Fabricio de Niccolò Jommelli. Al seu retorn a Itàlia, va ser cridat per compondre la música de Adriano a Síria de Metastasio en el Ducat de Milà (31 de desembre de 1762). Després es va tornar a instal·lar a la seva ciutat natal per primera vegada com un "mestre de música de sa altesa reial" (dirigint qualsevol esdeveniment reial, per la música privada de la Cort) i més tard com a professor de Louis, príncep de la corona. Per al Teatre Ducal de Parma, que va escriure en 1766 Tigrane i pel petit teatre de Colorno en 1769 la pastoral Licida i Mopso, en ocasió de la celebració de les noces del duc Ferran I amb Maria Amàlia d'Habsburg-Lorena.
Gran part de l'èxit de Colla es deu a la seva associació, professional i sentimental, amb la famosa soprano Lucrezia Agujari (anomenada La Bastardella) que va crear moltes de les seves obres a Itàlia i l'estranger, i casats després de molts anys junts, el 1780. De la seva unió van néixer dos fills: Francesco el 1768 i el 1779, Angela.
Des de 1776, però, Colla havia deixat d'escriure òperes. Després de la mort de la seva esposa en 1783, va continuar les seves activitats al servei de la cort de Parma, dedicant-se principalment a la música sagrada i instrumental, l'ensenyament i, des de 1790, portà la direcció del Teatre ducal, on es va convertir en Mestre Concertatore.

## Obres
- Cajo Fabrizio, drama per música de Mattia Verazj (Mannheim, Théâtre de la Cour, 1760);
- Adriano in Siria, drama per música de Pietro Metastasio (Milà, Regio Ducal Teatro, 1763);
- Tigrane, drama per música de Francesco Silvani (Parma, Teatro Ducale, 1767);
- Enea in Cartagine, drama per música de Giuseppe Maria Orengo (Torí Teatro Regio, 1769);
- Licida e Mopso, pastoral, és la primera Egloga de Virgili (Colorno, Teatro Reale, 1769);
- Vologeso, drama per música d'Apostolo Zeno (Venècia, Teatro di S. Benedetto, 1770);
- L'eroe cinese, drama per música de P. Metastasio (Gènova, Teatro di S. Agostino, 1771);
- Andròmeda, drama per música de Vittorio Amedeo Cigna-Santi (Torí, Teatro Regio, 1771, repris à Florència, Teatro della Pergola, 1778);
- Didone abbandonata, drama per música de P. Metastasio (Torí, Teatro Regio, 1773);
- Uranio ed Erasitea, faula pastoral de Jacopo Sanvitale (Parma, Teatro Ducale, 1773);
- Il Tolomeo, drama per música de Luigi Salvoni (Milà, Regio Ducal Teatro, 1774);
- Sicotencal, drama per música de Cesare Olivieri (Pavia, Teatro Nuovo, 1776);
- "Pròleg amb recitatiu obligat i ària" de la tragèdia Carone tebano, per a un concert (llibret à

A.S.C. Parma, Collegio dei Nobili.